# 1476 az irodalomban
Az 1476. év az irodalomban.

## Események
- William Caxton, az első angol nyomdász felállítja nyomdáját a Westminsterben. Elsőként ő jelentette meg nyomtatásban Geoffrey Chaucer fő művét, a Canterbury meséket (The Canterbury Tales).[1]